# NTT西日本中国野球クラブ
NTT西日本中国野球クラブ（エヌティーティーにしにほんちゅうごくやきゅうクラブ）は、広島県広島市に本拠地を置き、日本野球連盟に所属していた社会人野球のクラブチームである。2003年に解散した。

## 概要
日本電信電話公社の中国支社の硬式野球部『電電中国硬式野球部』として、1954年に創立された。1965年に都市対抗野球に初出場を果たした。
1985年、日本電信電話の民営化に伴いチーム名を『NTT中国硬式野球部』に改称した。1988年には佐々岡真司を擁して日本選手権でベスト8に進んでいる。
本体の再編にともない1999年1月にNTT東日本硬式野球部とNTT西日本硬式野球部が設立され、社内の各野球部はそのどちらかに統合されることが決まった。このため中国野球部からは3人が西日本野球部に移籍し、26人いた部員は21人まで減少した。しかし、廃部にすることはせずに、同年秋より会社の支援のないクラブチームとして存続することになり、チーム名を『NTT西日本中国野球クラブ』に改称、練習は平日の午後5時半に退社して7時半からと土曜日の計4日間のみとなった。
2002年にはスタメンの平均年齢は30歳近くになり、スタッフ兼任以外の選手数は15人まで減少しており、翌年での廃部が決まった。2003年は三瀬幸司を擁して7年ぶりに都市対抗野球に出場。同大会をもって活動を終え、解散した。

## 沿革
- 1953年 - 『電電中国硬式野球部』として発足
- 1965年 - 都市対抗野球に初出場
- 1978年 - 日本選手権に初出場
- 1985年 - チーム名を『NTT中国硬式野球部』に改称
- 1999年 - クラブチームに移行し、チーム名を『NTT西日本中国野球クラブ』に改称
- 2003年 - 解散

## 主要大会の出場歴・最高成績
- 都市対抗野球大会 - 出場11回
- 社会人野球日本選手権大会 - 出場7回
- JABA広島大会 - 優勝3回（1963年、1972年、1993年）
- JABA徳山大会 - 優勝2回（1976年、1982年）

## 出身プロ野球選手
- 広田浩章（投手） - 1985年ドラフト2位で読売ジャイアンツに入団
- 佐々岡真司（投手） - 1989年ドラフト1位で広島東洋カープに入団
- 三瀬幸司（投手） - 2003年ドラフト7位で福岡ダイエーホークスに入団

## かつて在籍していた選手
- 三原新二郎 - 元高校野球指導者。